# WIKA
WIKA Alexander Wiegand SE & Co.KG — немецкая компания. Занимается производством техники для измерения давления, температуры, уровня и потока, а также производит контрольно-измерительные приборы, разделители сред, электроконтактные манометры, манометрические и биметаллические термометры, манометры высокого давления, преобразователи давления и температуры, промышленные термометры, приборы для нефтяной, газовой, химической и пищевой промышленности. Производственные мощности расположены в нескольких странах (Германия, Украина, Бразилия, Китай, Индия, Швейцария, США и др.). Поставки продукции осуществляются более чем в 100 стран мира. Дочерние компании «Wika» размещаются в 34 странах мира. Среди них США, Германия, Канада, Россия, Япония, Испания, Бразилия, Австралия.

## История
История компании «Wika» начинается с 1946 г., когда Alexander Wiegand и Philipp Kachel положили начало производству контрольно-измерительных приборов. В 1951 г. компанию возглавил Konrad Wiegand, затем в 1967 г. его сменила Ursula Wiegand. Год за годом компания под управлением сильной и инициативной женщины набиралась опыта, и в 1976 г. она наладила производство электронных СИ и манометрических термометров. В 1984 г. Ursula Wiegand стала первой женщиной, удостоенной награды «Предприниматель года». В 1996 г. компанию возглавил Alexander Wiegand.
Основной офис компании «WIKA» располагается в Германии и обеспечивает работой около 2000 человек на общей площади 50000 кв.м.